# Торпекс
Торпекс (англ. Torpex) — бризантное взрывчатое вещество, на 50 % более мощное, нежели тротил, состоящее из 42 % тринитротолуола, 40 % гексогена и 18 % алюминиевой пудры. Торпекс использовался во Второй мировой войне, начиная с 1942 г. Своё название «торпекс» получил от английского сокращения «torpedo explosive» — «торпедная взрывчатка» — так как изначально применялся в торпедах. Он оказался достаточно эффективным при снаряжении именно подводных боеприпасов, благодаря входящей в состав алюминиевой пудре, которая увеличивает длительность взрывного импульса (за счёт способности алюминия воспламеняться при высоких температурах в воде, используя воду в качестве окислителя) и, таким образом, способствует нанесению большего урона. Торпекс применялся только в особых боеприпасах, как например в торпедах, прыгающих бомбах, сейсмических бомбах «Tallboy» и «Grand Slam». В настоящее время торпекс повсеместно вытеснен пластичными взрывчатыми веществами и составом «H6».

## Аналоги
ВВ на основе тротила, гексогена и алюминия использовались и другими участниками Второй мировой войны. Так, Кригсмарине использовало для тех же целей несколько модификаций т. н. «триалена» (не менее половины тола с добавкой 10—25 % гексогена и 10—40 % алюминиевой пудры). 
В СССР для РККФ была создана взрывчатка ТГА-16 (по первым буквам составляющих и проценту алюминия) из 60 % тола, 24 % гексогена, 13 % алюминиевого порошка и 3 % алюминиевой пудры. Для снаряжения торпед в СССР применялся состав МС (морская смесь), в составе - гексоген 57 %, тротил 19 %, алюминий 17 %, церезин 7 %.
В гитлеровском флоте во время Второй мировой войны основными взрывчатыми веществами для снаряжения торпед были de:Schießwolle 36 и Schießwolle 39 — знаменитый торпедный аммонал, которым во время войны снаряжалось большинство немецких торпед.
Состав Schießwolle 39: 45% тротила, 5 % гексанита, 20 % алюминиевой пудры, 30 % аммиачной селитры .